# Clément Novalak
Clément Novalak (Avinhão, 23 de dezembro de 2000) é um automobilista franco-suíço que às vezes compete sob a bandeira do Reino Unido. Atualmente, compete na European Le Mans Series pela TDS Racing. Ele foi campeão do Campeonato Britânico de Fórmula 3 BRDC em 2019.

## Biografia
Clément Novalak nasceu na cidade francesa de Avignon, filho de pai francês e mãe suíça. Mudou-se para Montreux, na Suíça, quando criança, e na adolescência, foi para Hertfordshire, no Reino Unido. Ele afirmou em uma entrevista de 2020 que, semelhante a Bertrand Gachot, "... provavelmente me consideraria europeu hoje em dia." Novalak tem nacionalidade suíça e francesa, e já competiu com licença britânica, mas em 2021, ele correu sob uma licença francesa, pois afirmou que suas "origens são francesas" e, apesar de "[não ter] vivido muito lá, [ele] nasceu lá e cada vez que [ele] pegava um trem ou um avião na França, [ele se sentia] em casa".
O pai de Novalak, que o apresentou ao automobilismo, morreu em 2017, o que fez com que o francês adicionasse o aniversário do pai ao seu capacete em algarismos romanos. Desde 2022, Novalak é parte da A14 Management, tendo Fernando Alonso como seu empresário.

## Carreira

### Kart
Novalak começou a correr de kart na França aos dez anos. Ele competiu em campeonatos nacionais e também em países como Suécia, Itália e Reino Unido, e em 2014, recebeu o apoio do ex-campeão de kart e fundador da Hitech Grand Prix, Oliver Oakes. Dentre seus títulos, estão o da WSK Super Master Series da classe KF Junior, conquistado em 2015, e o de WSK Super Master Series da classe OK, conquistado em 2017. Ele ainda foi vice no mundial da classe KFJ de 2015, perdendo apenas para Logan Sargeant.
Em 2023, Novalak disputou e venceu as 500 Milhas de Kart na Granja Viana, ao lado de Gabriel Bortoleto, Enzo Bortoleto, Felipe Drugovich, Caio Collet e Sérgio Sette Câmara.

### Toyota Racing Series
Em 2018, Novalak fez sua estreia em monopostos na Toyota Racing Series com a equipe Giles Motorsport. Conquistando duas vitórias em Teretonga e Hampton Downs, com ele terminando com o quinto lugar na temporada e como o melhor estreante.

### Fórmula Renault
Após seu desempenho na Toyota Racing Series, Novalak foi contratado pela Josef Kaufmann Racing para a temporada de 2018 da Eurocopa de Fórmula Renault. Não pontuou em nenhuma das dezessete provas que disputou, abandonando cinco e tendo como melhor posição um 11º lugar em Hockenheimring. Com isso, Novalak se classificou em 23º lugar.

### Fórmula 3

#### F3 Inglesa
A primeira temporada de Novalak na Fórmula 3 Inglesa foi em 2018, com a Carlin. Na primeira corrida da temporada, em Oulton Park, ele conquistou a pole position, mas acabou abandonando a corrida. Novalak competiu em 4 das 8 rodadas daquela temporada, com o melhor resultado sendo uma trinca de quartos lugares. Ele terminou a temporada em 18º com 120 pontos, apenas dois pontos atrás do sueco Arvin Esmaeili, que tinha uma vaga em tempo integral.
Em 2019, Novalak conseguiu uma vaga em tempo integral na Carlin. Ele batalhou pelo título com os britânicos Johnathan Hoggard, Ayrton Simmons e Kiern Jewiss, e na segunda corrida da etapa final da temporada, Novalak e Hoggard colidiram, o que os deixou na última posição da tabela de classificação. Hoggard terminou em 15º, enquanto Novalak terminou em 12º. Novalak fez duas poles, oito pódios e duas vitórias, enquanto Hoggard fez seis poles, doze pódios venceu sete vezes, mas o título foi para o franco-suíço porque este foi mais consistente, pontuou em todas as provas e não abandonou nenhuma, enquanto o britânico abandonou duas. Assim, Novalak somou 505 pontos, 23 a mais do que Hoggard, que teve que se contentar com o vice.

#### F3 FIA
Em 26 de fevereiro de 2020, foi anunciado que Novalak havia sido contratado pela equipe Carlin Buzz Racing para a disputa da temporada de 2020 do Campeonato de Fórmula 3 da FIA, correndo ao lado de Cameron Das e Enaam Ahmed. O franco-suíço conquistou dois pódios: o primeiro deles foi o terceiro lugar na corrida curta do Red Bull Ring, e o outro foi o segundo lugar na corrida curta de Silverstone. Ao todo, Novalak pontuou em sete das dezoito provas disputadas, e fechou o ano em 12º, com 45 pontos.

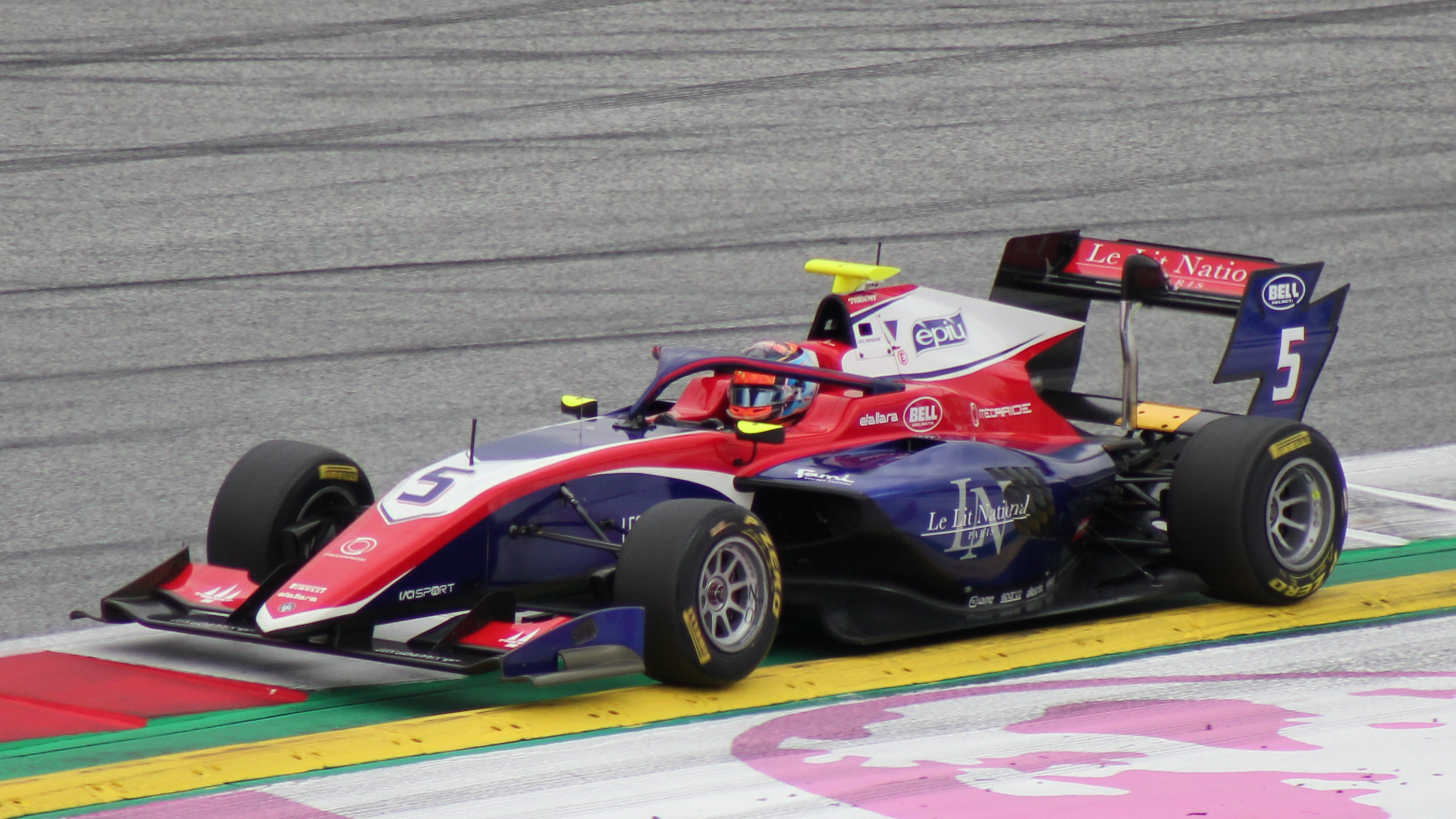
Novalak conduzindo a Trident nº 5 no Red Bull Ring em 2021

Para a disputa da temporada de 2021, ele se transferiu para a Trident, pilotando ao lado de Jack Doohan e David Schumacher. Clément conquistou quatro pódios, tendo seu ápice em Zandvoort, quando foi segundo colocado em duas das três corridas daquela rodada. Encerrou o ano em terceiro, com 147 pontos, sendo superado pelo companheiro de equipe Doohan, vice-campeão com 32 pontos de vantagem sobre Novalak, e ficando abaixo do campeão Dennis Hauger por 58 pontos.

### Fórmula 2

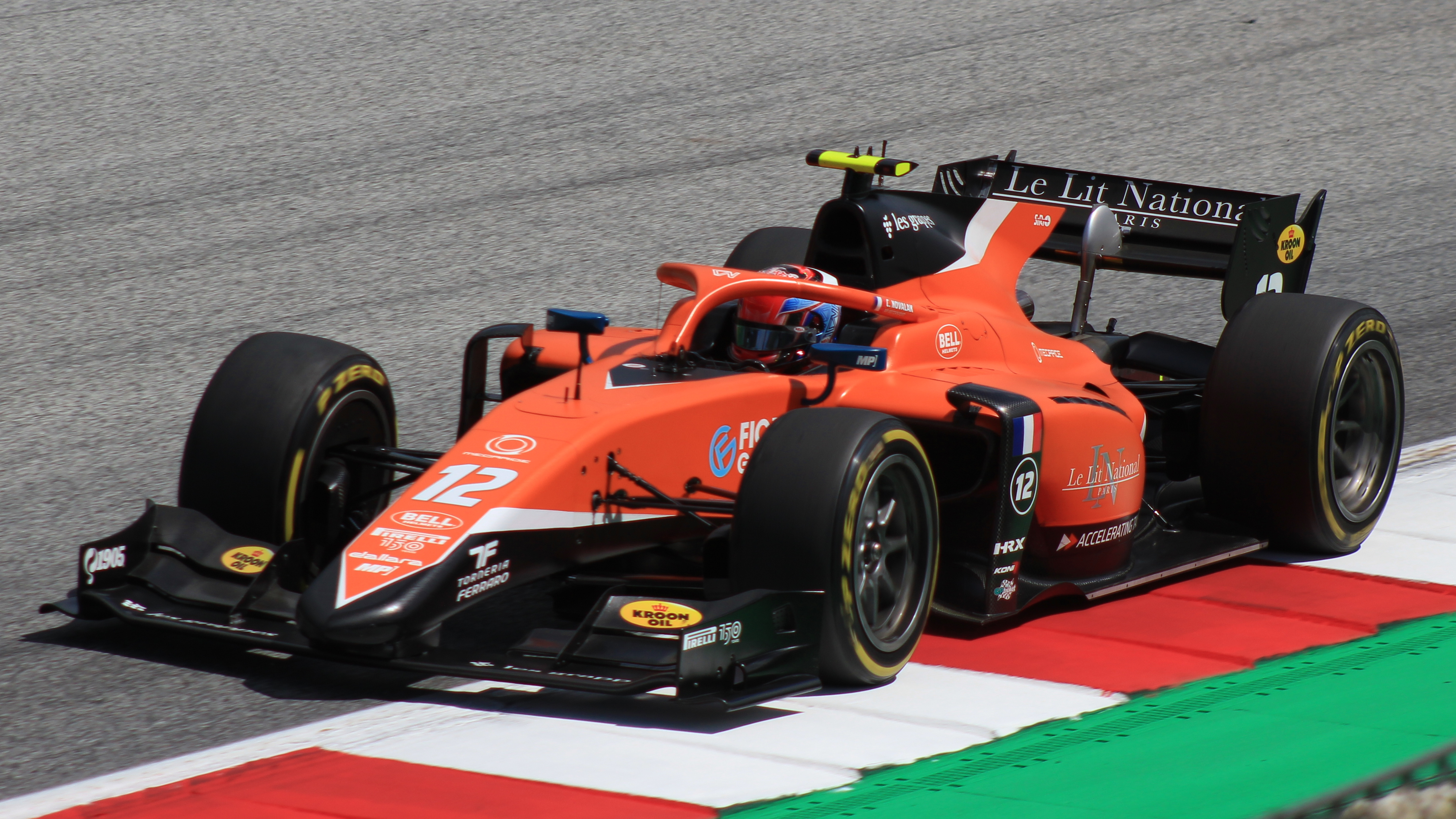
Novalak guiando a MP Motorsport nº 12 em Spielberg em 2022

Em 3 de novembro de 2021, foi anunciado que Novalak havia sido contratado pela equipe MP Motorsport para disputar o Campeonato de Fórmula 2 da FIA a partir da sétima rodada da temporada de 2021, substituindo Lirim Zendeli e sendo companheiro de Jack Doohan, que também chegava para substituir outro piloto da MP, Richard Verschoor. Novalak não pontuou em nenhuma das seis corridas disputadas, tendo como melhor resultado uma trinca de décimos quartos lugares, e se classificou em 28º e penúltimo lugar, superando apenas Logan Sargeant, que só tinha feito a rodada tripla de Gidá.
Ele permaneceu com a MP Motorsport para a disputa da temporada de 2022, e teve o brasileiro Felipe Drugovich como novo companheiro de equipe. O melhor resultado de Novalak no ano foi o segundo lugar na corrida curta de Zandvoort, e além desse pódio, ele só pontuou em mais cinco provas. Novalak encerrou sua primeira temporada completa na F2 como décimo quarto colocado, com 40 pontos, bem distante de Drugovich, campeão da temporada. Mesmo assim, os resultados dos dois pilotos ajudaram a MP a conquistar seu primeiro campeonato de equipes da história da F2.

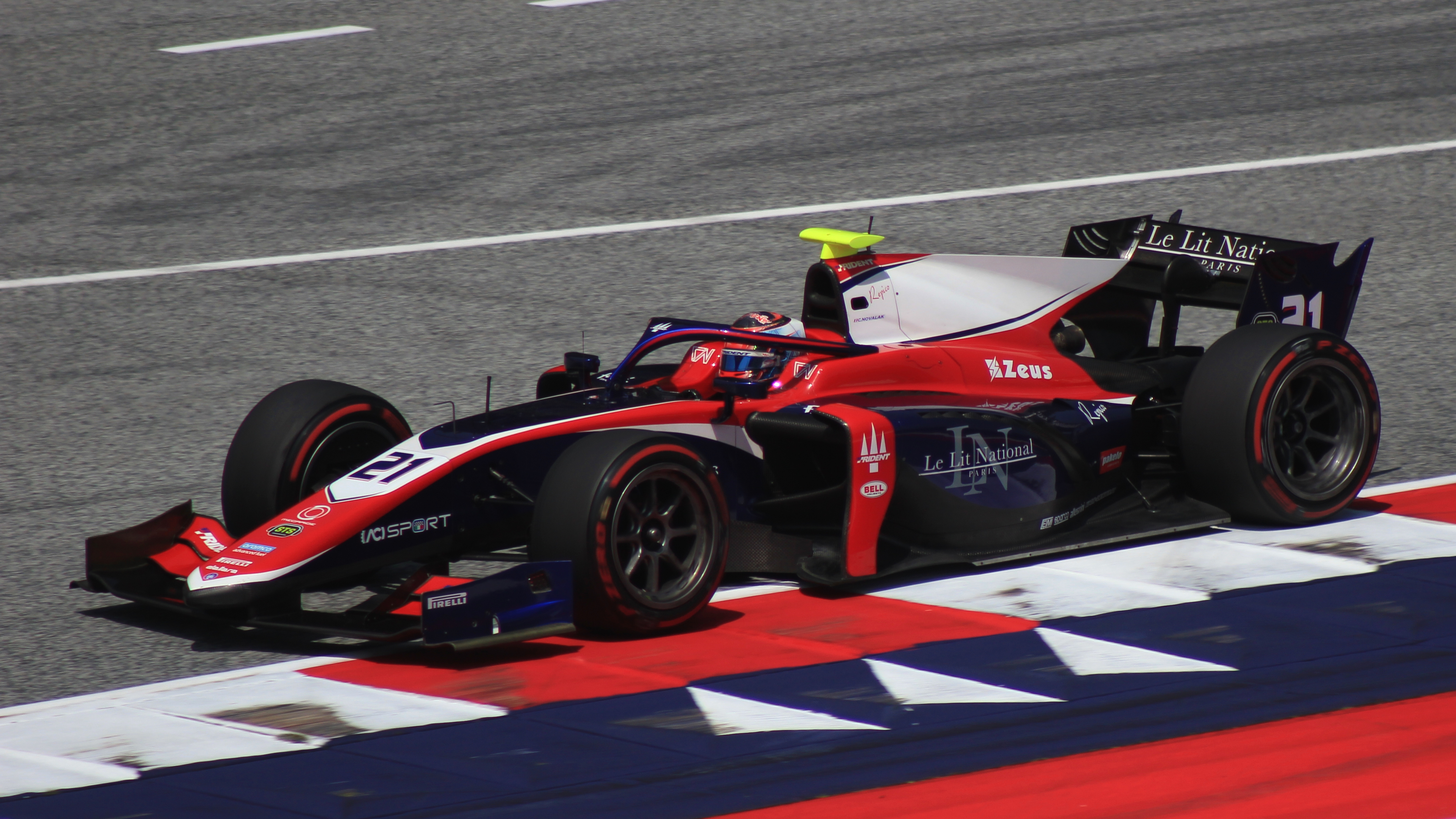
Novalak pilotando a Trident nº 21 na Áustria em 2023

Para a disputa da temporada de 2023, ele se transferiu para a equipe Trident, tendo como companheiro o estreante tcheco Roman Staněk. O franco-suíço pontuou em apenas duas oportunidades: na corrida curta de Bacu, onde foi sétimo colocado, e na corrida longa de Zandvoort, que foi sua primeira e única vitória na F2. Porém, devido a problemas financeiros, Novalak deixou a Trident antes da rodada final da temporada realizada em Yas Marina e foi substituído por Paul Aron. Assim, Novalak se classificou em décimo sétimo lugar, somando 28 pontos, batendo o companheiro Staněk por 13 pontos.

### Fórmula 1
Em 2017, Novalak participou de uma avaliação com a Ferrari Driver Academy.

### Corridas de resistência

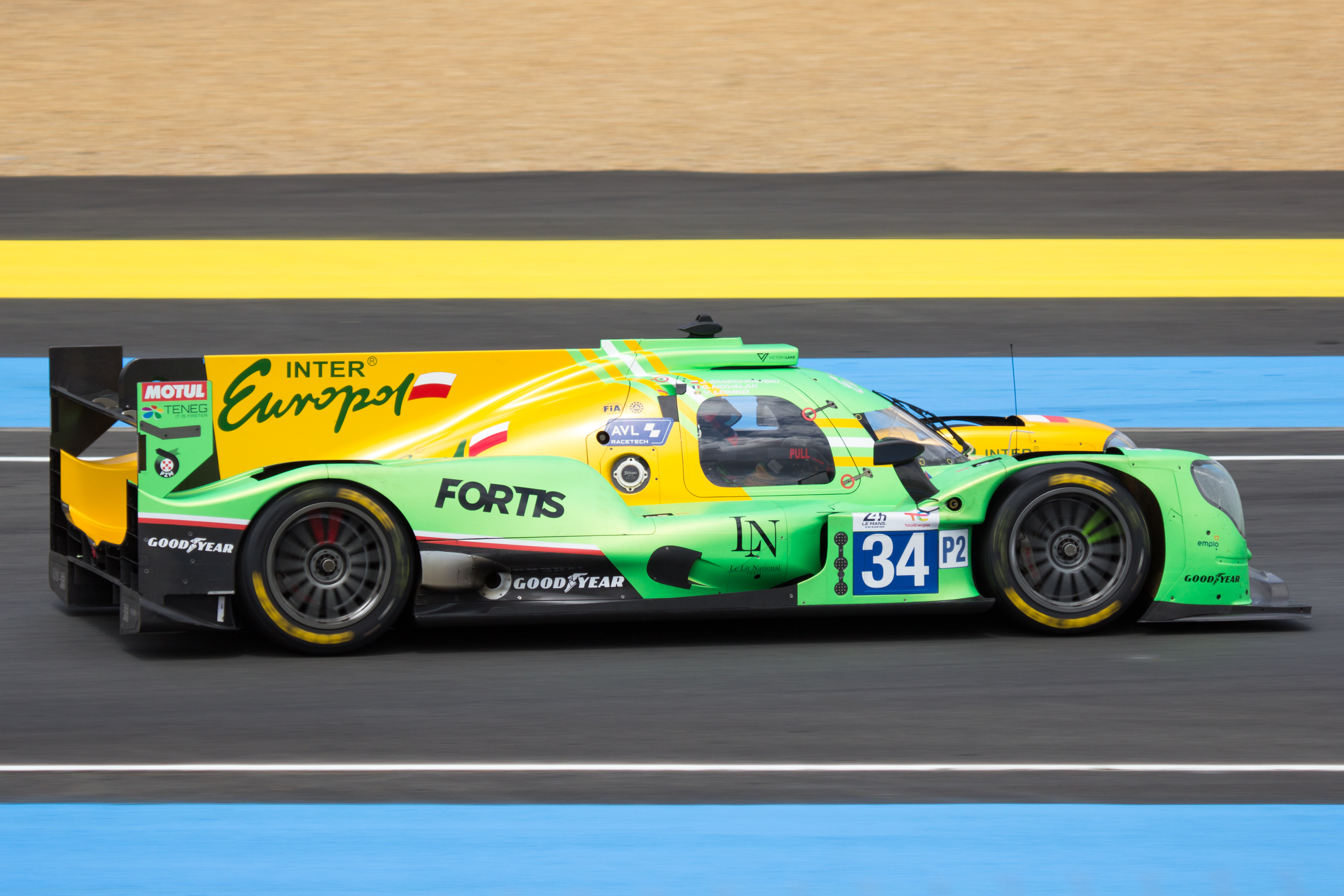
Carro que Novalak pilotou nas 24 Horas de Le Mans de 2024

Em novembro de 2023, Novalak participou do teste de novatos do Mundial de Endurance no Circuito Internacional do Barém, testando um carro LMP2 com a Inter Europol Competition. No mês seguinte, foi anunciado que ele disputaria a temporada completa da European Le Mans Series com a equipe em 2024. Novalak faria sua estreia em corridas de resistência pela Inter Europol nas 24 Horas de Daytona em janeiro de 2024, mas ele se lesionou em um incidente no pitlane e foi substituído por Pietro Fittipaldi.
Na ELMS, ele dividiu o carro número 34 com Luca Ghiotto e Oliver Gray na classe LMP2. Seu trio pontuou em cinco das seis provas, tendo como melhor resultado um pódio em Mugello, o que rendeu a eles o sétimo lugar no campeonato de pilotos. O franco-suíço também fez sua estreia nas 24 Horas de Le Mans com a Inter Europol na LMP2, correndo com Vladislav Lomko e Jakub Śmiechowski, e seu trio chegou em segundo na respectiva classe. Em outubro de 2024, Novalak e seus compatriotas Théo Pourchaire e Victor Martins participaram do teste de novatos do WEC com a Peugeot, conduzindo o Peugeot 9X8 no Barém.
Novalak seguiu na ELMS em 2025, se transferindo para a TDS Racing e dividindo o carro 29 com Mathias Beche e Rodrigo Sales. O trio conquistou seu primeiro pódio em Barcelona, ao chegar em terceiro lugar.

## Resultados

### Resumo da carreira
| Temporada | Categoria                             | Equipe                    | Corridas | Vitórias | Poles | V.M.R. | Pódios | Pontos | Posição |
| --------- | ------------------------------------- | ------------------------- | -------- | -------- | ----- | ------ | ------ | ------ | ------- |
| 2018      | Eurocopa de Fórmula Renault           | Josef Kaufmann Racing     | 17       | 0        | 0     | 0      | 0      | 0      | 23º     |
| 2018      | Fórmula Renault NEC                   | Josef Kaufmann Racing     | 6        | 0        | 0     | 0      | 0      | 0      | NC†     |
| 2018      | Fórmula 3 Inglesa                     | Carlin                    | 11       | 0        | 1     | 0      | 0      | 120    | 18º     |
| 2018      | Toyota Racing Series                  | Giles Motorsport          | 15       | 2        | 1     | 3      | 4      | 711    | 5º      |
| 2019      | Fórmula 3 Inglesa                     | Carlin                    | 24       | 2        | 2     | 1      | 8      | 505    | 1º      |
| 2020      | Fórmula 3 da FIA                      | Carlin Buzz Racing        | 18       | 0        | 0     | 2      | 2      | 45     | 12º     |
| 2021      | Fórmula 3 da FIA                      | Trident                   | 20       | 0        | 0     | 2      | 4      | 147    | 3º      |
| 2021      | Fórmula 2                             | MP Motorsport             | 6        | 0        | 0     | 0      | 0      | 0      | 28º     |
| 2022      | Fórmula 2                             | MP Motorsport             | 28       | 0        | 0     | 1      | 1      | 40     | 14º     |
| 2023      | Fórmula 2                             | Trident                   | 24       | 1        | 0     | 2      | 1      | 28     | 17º     |
| 2024      | European Le Mans Series - LMP2        | Inter Europol Competition | 6        | 0        | 0     | 0      | 1      | 47     | 7º      |
| 2024      | 24 Horas de Le Mans - LMP2            | Inter Europol Competition | 1        | 0        | 0     | 0      | 1      | N/A    | 2º      |
| 2025      | European Le Mans Series - LMP2 Pro-Am | TDS Racing                | 1        | 0        | 0     | 0      | 1      | 15     | 3º*     |

† Novalak era um piloto convidado, inelegível para pontos.
* Temporada em andamento.